# 3925 Tretʹyakov
A 3925 Tretʹyakov (ideiglenes jelöléssel 1977 SS2) a Naprendszer kisbolygóövében található aszteroida. Ljudmilla Vasziljevna Zsuravljova fedezte fel 1977. szeptember 19-én.